# Ashes You Leave

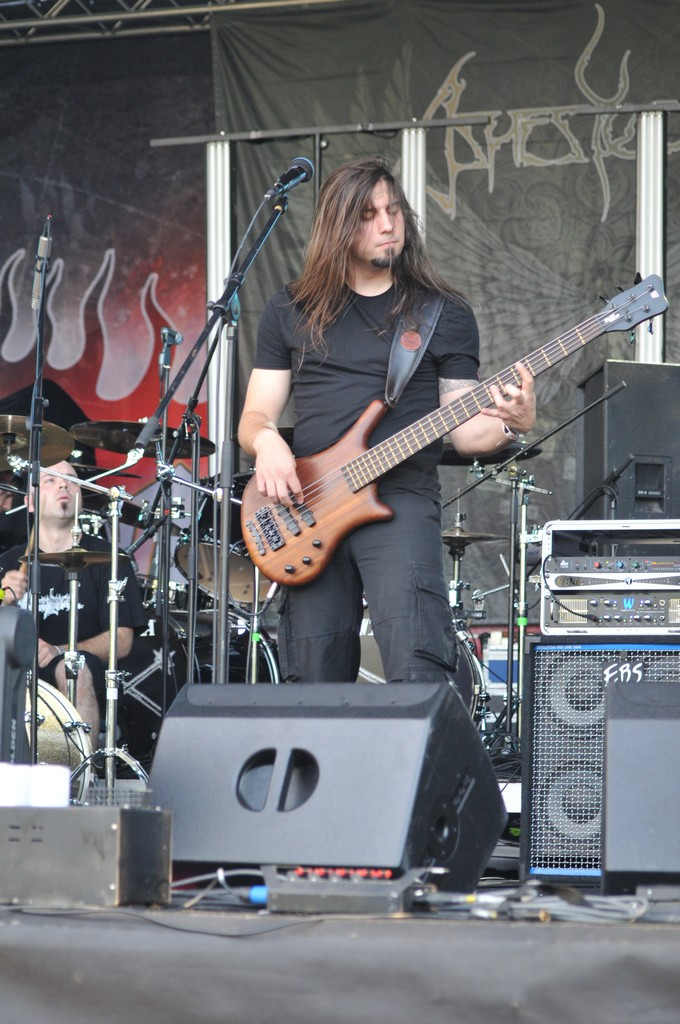
Ashes You Leave - Luka Petrovic

Ashes You Leave is een Kroatische doom- en deathmetalband.

## Artiesten
- Berislav Poje - leadgitaar, zang
- Damir Cencic - toetsen
- Marina Zrilic - zang
- Luka Petrovic - basgitaar
- Marta Batinic - viool

## Discografie
- 1998 - The Passage Back to Life
- 1999 - Desperate Existence
- 2000 - The Inheritance of Sin and Shame
- 2002 - Fire
- 2009 - Songs for the Lost
- 2012 - The Cure for Happiness